# Якобсхавн (ледник)
Якобсха́вн (гренл. Sermeq Kujalleq — «южный ледник», дат. Jakobshavn Isbræ) — крупный выводной ледник в Западной Гренландии. Расположен вблизи гренландского города Илулиссат и заканчивается в Илулиссат-Исфьорде. Площадь — 110 000 км². Длина — 65 км
Ледник Якобсхавн дренирует 6,5 % ледникового покрова Гренландии и производит около 10 % всех айсбергов Гренландии. Около 35 млрд тонн льда ежегодно сбрасывается в фьорд. Айсберги, откалывающиеся от ледника, часто настолько велики (до километра), что не могут плавать по фьорду и лежат на дне его мелководных участков, иногда годами, пока частично не растают для дальнейшего дрейфа. Исследования ледника в течение 250 лет помогли разработать современное понимание изменения климата и гляциологии ледового слоя.
Илулиссат-Исфьорд был включён в Список объектов всемирного наследия ЮНЕСКО в 2004 году.
Площадь лёдосбора от 63,3 до 98,8 тысяч км². Имеет среднюю толщину 680 м и ширину 7500 м. Скорость ледника Якобсхавн колебалась от 5700 до 12 600 метров в год в 1992—2003 годах.

## Интересные факты
Айсберг, с которым столкнулся «Титаник» в 1912 году, вероятно, происходил от ледника Якобсхавн. Ледник является туристической достопримечательностью. В 2008 году его посетили около 20 тысяч человек.